# Max Friedlaender (Musikwissenschaftler)

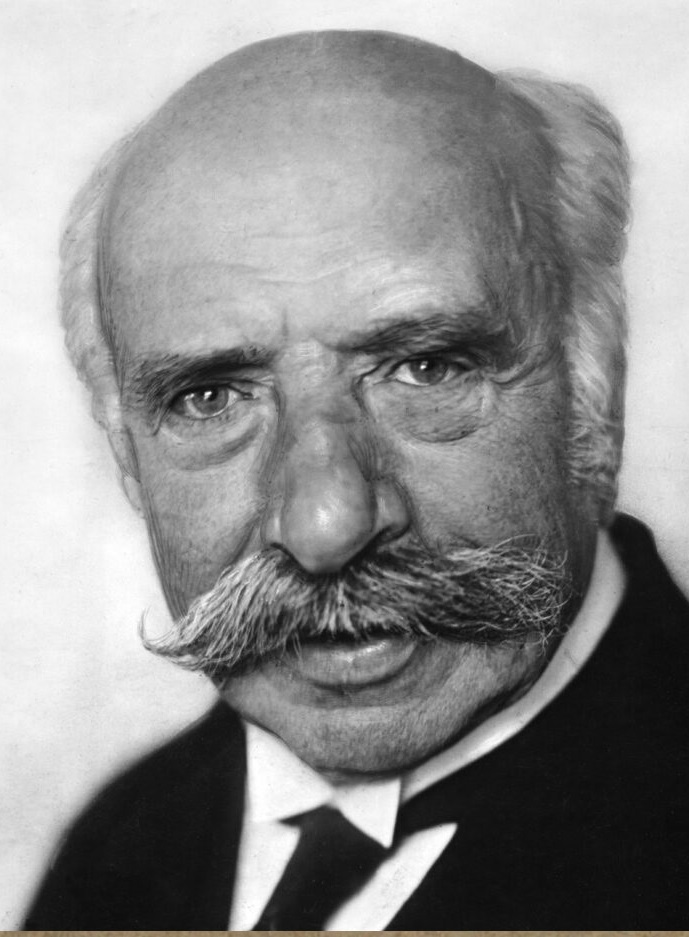
Max Friedlaender (um 1925)

Max Friedlaender (* 12. Oktober 1852 in Brieg, Königreich Preußen; † 2. Mai 1934 in Berlin) war ein deutscher Musikwissenschaftler.

## Leben
Max Friedlaender, ein Bruder des Pathologen Carl Friedlaender, studierte in London und in Frankfurt am Main Gesang (Bass) bei Julius Stockhausen und debütierte als Sänger 1880 in London. Von 1881 bis 1883 arbeitete er in Frankfurt am Main und anschließend in Berlin, wo er sich historischen Studien zuwandte. 1887 wurde Friedlaender in Rostock mit Beiträgen zur Biographie Franz Schuberts (veröffentlicht in Berlin 1887) promoviert und habilitierte sich 1894 als Privatdozent für Musik an der Berliner Universität.

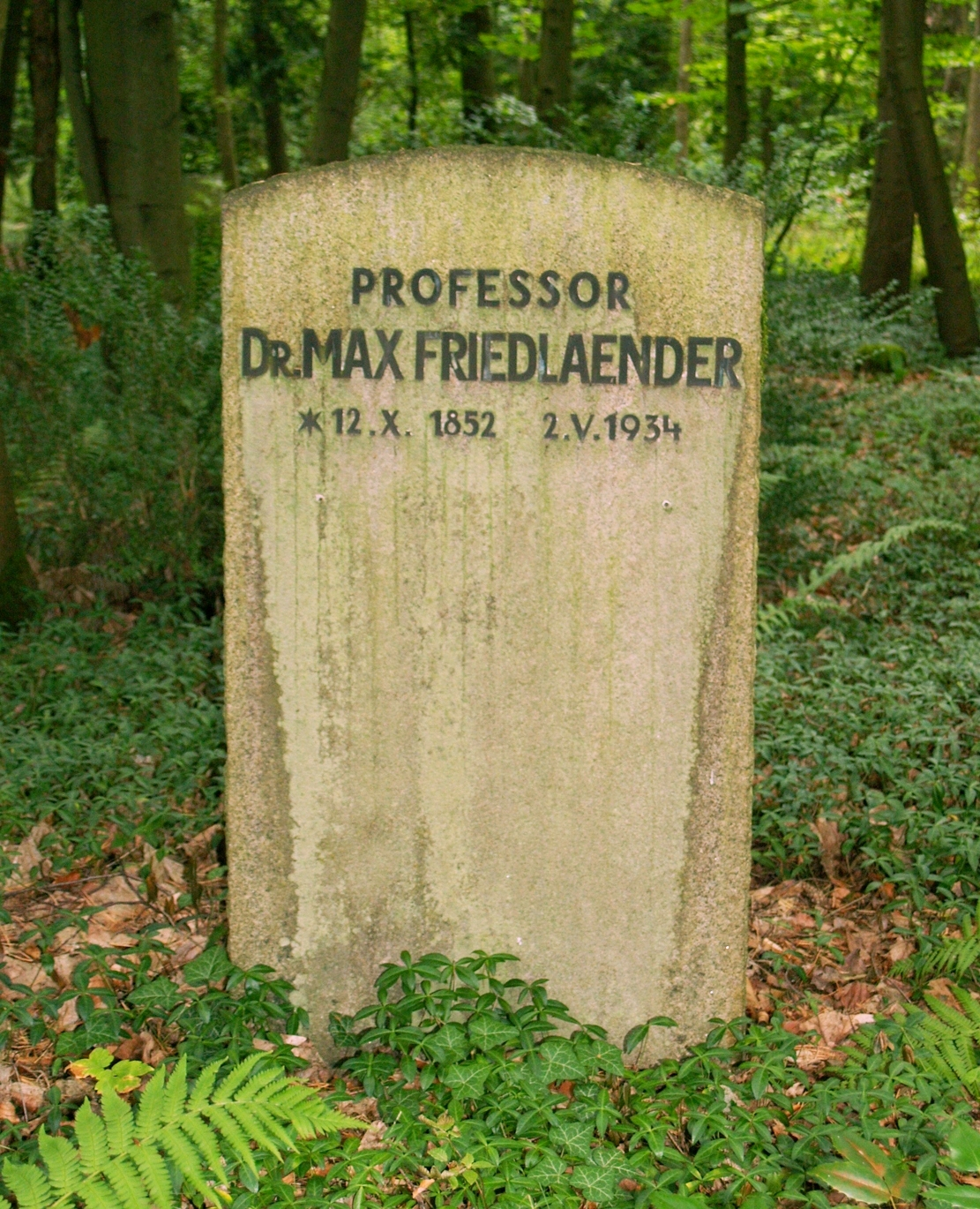
Ehemaliges Grabmal von Max Friedländer auf dem Südwestkirchhof Stahnsdorf (2016)

1903 erfolgte Friedlaenders Ernennung zum außerordentlichen Professor, 1908 zum Geheimen Regierungsrat und 1918 zum ordentlichen Honorarprofessor. 1911 hielt er sich als Gastdozent in den USA auf und wurde dort Ehrendoktor der Harvard University. Er war neben Rochus Freiherr von Liliencron Vorsitzender der Kommission für das von Kaiser Wilhelm II. angeregte Volksliederbuch für Männerchor (1906).
Im Jahr 1924 erhielt er die Goldene Goethe-Medaille.
Friedlaender heiratete 1888 in Wien Alice Politzer, eine Tochter des Ohrenarztes Adam Politzer. Sein Sohn Franz Heinrich Adam Gerhard Friedlaender (1896–1989) trug ab 1919 den Namen Franz Röhn und war als Schauspieler tätig.

## Grabstätte
Max Friedlaender, ein jüdischstämmiger Protestant, wurde auf dem Südwestkirchhof Stahnsdorf südlich von Berlin bestattet. Das Nutzungsrecht am Grab erlosch im Jahre 1980, der denkmalgeschützte Grabstein blieb jedoch stehen. Ein bevollmächtigter NPD-Politiker erwarb Max Friedlaenders Grabstätte als „Provokation“. Am 8. Oktober 2021 wurde dann auf dem Grab der Holocaust-Leugner Henry Hafenmayer bestattet. Unter den ca. 50 Trauergästen befand sich auch der wegen Volksverhetzung verurteilte Horst Mahler. Nachdem dieser Umstand durch das Netzwerk Tolerantes Teltow-Kleinmachnow-Stahnsdorf bekannt gemacht worden war, bekundete die Evangelische Kirche Berlin-Brandenburg-schlesische Oberlausitz (EKBO) als Friedhofsträgerin öffentlich ihr Bedauern. Bischof Christian Stäblein bezeichnete es als „schrecklichen Fehler“, dass die Bestattung Hafenmayers an dieser Stelle zugelassen worden sei, betete mit Kippa an Friedlaenders ehemaligem Grab und kündigte an, eine Umbettung in eine andere Grabstelle zu prüfen. Hafenmayers Urne wurde nicht umgebettet, sondern Friedlaenders Grabstein umgesetzt und nebst einer Gedenktafel als zentral auf dem Friedhof gelegener Erinnerungsort eingerichtet. Diese Entscheidung ist auf Wunsch der Familie und gemeinsam mit der EKBO getroffen worden. Die Gedenkstätte für Friedlaender wurde zu seinem 88. Todestag mit einer privat gehaltenen Andacht eingeweiht.

## Werke
Eine Reihe bis dahin ungedruckter Lieder Schuberts wurden von Friedlaender erstmals veröffentlicht. Er redigierte u. a. Neuausgaben der Lieder Schuberts, Mendelssohns, Schumanns und Brahms’ und der schottischen Lieder Beethovens. Friedlaender gab eine Chorschule heraus, arbeitete mit an Julius Stockhausens Gesangstechnik und Stimmbildung und schrieb eine größere Zahl Aufsätze zur neueren Liedkunst.
- 100 Deutsche Volkslieder. 1885.
- Beiträge zur Biographie Franz Schuberts. 1887; urn:nbn:de:bvb:12-babs2-0000000915.
- Gedichte von Goethe in Kompositionen seiner Zeitgenossen. Band 1–2, 1896 (Digitalisat)
- Das deutsche Lied im 18. Jahrhundert. 1902; Band 1 – Internet Archive; Band 2 – Internet Archive.
- Brahms’ Lieder. Einführung in seine Gesänge für eine und zwei Stimmen. 1922; archive.org.